# Dymorfizm wiekowy
Dymorfizm wiekowy (ang. age dimorphism, niem. Alter-dimorphismus, fr. dimorphisme lié à l'âge) – zjawisko ma miejsce, kiedy występują różnice w wyglądzie między młodym a starym osobnikiem danego gatunku.
Występuje wyłącznie na poziomie fenotypu (a nie genotypu), i jest szczególnie widoczny w przypadku gatunków przechodzących stadium rozwoju larwy. 